# Répcebónya
Répcebónya (németül: Piringsdorf, horvátul: Piringštof) község Ausztriában, Burgenland tartományban, a Felsőpulyai járásban.

## Fekvése
Felsőpulyától 17 km-re délnyugatra fekszik.

## Története
A települést 1390-ben "Bunya" alakban említik először. 1397-ben "Bugya", 1492-ben "Bwnnya", 1519-ben "Bwnya" néven szerepel a korabeli forrásokban. A középkorban vámja is volt, Léka várának uradalmához tartozott.
Vályi András szerint " BONYA. Elegyes falu Sopron Vármegyében, fekszik Repcze vize mellett, Kőszögtöl két mértföldnyire, határja középszerű, valamint vagyonnyai is."
Fényes Elek szerint " Bónya, németül: Piringsdorf, német falu, Sopron vgyében, Sopronhoz délnyugotra 4 1/4 mérfd., 420 kath. lak., paroch. egyházzal. – Van 9 7/8 egész telek után 296 2/8 h. szántóföldje, 106 1/8 hold rétje; erdeje nincs. Dombos határa sovány. Birja h. Eszterházy."
1910-ben 944, túlnyomórészt német lakosa volt. A trianoni békeszerződésig Sopron vármegye Felsőpulyai járásához tartozott. 1971-ben Alsórámóc, Répcefő és Répcebónya falvakat egy nagyközségben egyesítették, de 1991-ben Répcebónya újra önálló község lett.

## Nevezetességei
- Keresztelő Szent János és Szent Kálmán tiszteletére szentelt plébániatemploma 1745-ben épült.
- A falu nagy kosárfonó hagyományokkal rendelkezik, melyet a Fonómúzeumban mutatnak be.
- Háborús emlékkápolna.
- Mária-oszlop.
- ”Sulz” gyógyforrás

## Külső hivatkozások
- Hivatalos oldal
- Répcebónya az Osztrák Statisztikai Hivatal honlapján
- A fonómúzeum rövid ismertetője
- Magyar katolikus lexikon
- A helyi ifjúsági zenekar honlapja
- Meinereise.at